# エリック・フォークナー
エリック・フォークナー（Eric Faulkner、本名：エリック・ファルコナー、Eric Falconer、1953年10月21日 - ）は、スコットランドのポップ・バンド、ベイ・シティ・ローラーズのメンバーとして有名であった、ギタリスト、ソングライター、歌手。

## 経歴
フォークナーは、スコットランド、エディンバラにあるエディンバラ王立診療所で生まれた。幼い頃からヴィオラの演奏を学び、子どもオーケストラで演奏したこともあった。そのほかにもヴァイオリン、マンドリン、ベース、キーボードを演奏する。高等学校は、エディンバラのリバートン高等学校に学んだ。
フォークナーは、KIP（旧名 Sugar）というグループで活動した後、1972年にベイ・シティ・ローラーズにギタリストとして加わった。彼はその後、ローラーズが存続した1980年代までメンバーであり続けた。彼はローラーズが録音した楽曲の過半数において共作者に名を連ねた。その中には、いずれもスチュアート・ウッドとの共作で、全英シングルチャートでヒットした「マネー・ハニー」や「ラブ・ミー・ライク・アイ・ラブ・ユー」も含まれていた。
1976年、ローラーズの全盛期に、フォークナーは睡眠薬の過剰摂取による自殺未遂騒ぎを起こし、メディアに大きく取り上げられた。ベイ・シティ・ローラーズのマネージャーだったタム・ペイトンはこの一件を宣伝に利用しようとして、救急を呼ぶより先にメディアに電話をかけたとも言われている。フォークナー自身は一貫して、これは自殺未遂ではなく、事故であったとしている。
フォークナーは、1989年に、アラン・ロングミュアーとスチュアート・ウッディ・ウッドに、女性歌手を加えてベイ・シティ・ローラーズを再編し、リード歌手を務めた。1990年代には、この編成のベイ・シテイ・ローラーズで活動し、1992年には日本公演もおこなったが、他方では自身のバンドであるジ・エリック・フォークナー・コーペラティヴ (The Eric Faulkner Co-operative) としてもツアーをしており、そもそも当時のベイ・シティ・ローラーズに起用された女性歌手カレン・"キャス"・プロッサー (Karen "Kass" Prosser) と出会ったのもそちらのバンドのツアー中のことだった。
2006年のギルフェスト (GuilFest) で、フォークナーは、元ザ・セレクターのポーリーン・ブラックをフィーチャーした 3 Men & Black とともに出演した。この時、彼はシド・バレットを追悼して「シー・エミリー・プレイ」を歌い、さらに当時書いて間もなかった「Radio Heaven」や、ベイ・シティ・ローラーズのヒット曲「シャング・ア・ラング（ベイ・シティ・ローラーズのテーマ）」も歌った。フォークナーはその後も、3 Men & Black と共演し、2006年のコンサート・ツアーで彼らの前座を務めた。
2007年、ソロで活動を継続していたフォークナーは、グラストンベリー・フェスティバルに、イギリスの政治家トニー・ベンを支持するプロテスト歌手として登場した。演奏の最後で彼は「Another World is Possible（もう一つの世界は可能だ）」と横断幕が掲げられたレフト・フィールド・ステージ (the Left Field stage) に登場したトニー・ベンを紹介した。
フォークナーは、他の5人の元ベイ・シティ・ローラーズのメンバーたちとともに、契約上の不正によってロイヤルティーの支払いを怠っているとして、2007年にアリスタ・レコードを訴えた。
長年にわたって、彼はエリック・フォークナーズ・ベイ・シティ・ローラーズ (Eric Faulkner's Bay City Rollers) を名乗って、往年のローラーズの楽曲をレベリオン・フェスティバルやリヴァプール国際音楽祭など各地のフェスティバルで演奏し続けた。
ソロでも、The Acoustic Festival of Britain、Fèis Ìle (Islay Festival of Music and Malt)、Parkfest、The Edinburgh Guitar and Music Festival などのフェスティバルへ出演した。2014年9月には、ソロで来日し、新宿ハーモニックホールで公演した。
2015年2月、ウイルス性脳炎に感染したフォークナーは、一時的に重篤な状態に陥った。当初は、順調に回復しつつあるようにも見られたが、後遺症が残り、2015年8月以降は公の場での演奏はおこなわなくなった。その後、病状は回復し、2017年には、新曲を書き、録音するようになった。
2018年夏、フォークナーはステージに復帰し、8月の the Heart of Hawick Music Festival に出演した。